# Loi parabolique
En théorie des probabilités et en statistique, la loi parabolique est une loi de probabilité continue dont la densité de probabilité est définie à partir d'une fonction polynomiale de degré deux, c'est-à-dire une fonction {\displaystyle f(x)=\alpha \left(x-\beta \right)^{2}} qui dépend de deux paramètres.
Cette loi est également appelée loi parabolique de forme {\displaystyle \cup }. De manière similaire on peut définir la loi parabolique de forme {\displaystyle \cap }.

## Densité de probabilité
La densité de probabilité de la loi parabolique est :
{\displaystyle f(x)={\begin{cases}\alpha \left(x-\beta \right)^{2}&{\hbox{ pour }}x\in [\beta -({\frac {3}{2\alpha }})^{1/3},\beta +({\frac {3}{2\alpha }})^{1/3}]\\0&{\hbox{ sinon.}}\end{cases}}}
où {\displaystyle \alpha >0}, {\displaystyle \beta \in \mathbb {R} }.
Il est parfois plus simple de considérer la fonction de densité sous une forme différente :
{\displaystyle f(x)={\begin{cases}{\frac {3}{2b}}\left({\frac {x-a}{b}}\right)^{2}&{\hbox{ pour }}x\in [a-b,a+b]\\0&{\hbox{ sinon.}}\end{cases}}}
où {\displaystyle a\in \mathbb {R} }, {\displaystyle b>0}.
Les coefficients {\displaystyle a=\beta } représentent la moyenne de la loi. Les coefficients {\displaystyle \alpha ={\frac {3}{2b^{3}}}} donnent l'échelle verticale de la parabole.

## Fonction de répartition
La fonction de répartition de la loi parabolique est :
{\displaystyle F(x)={\begin{cases}0&{\hbox{ pour }}x<\beta -({\frac {3}{2\alpha }})^{1/3}\\\displaystyle {\alpha  \over 3}\left((x-\beta )^{3}-{\frac {3}{2\alpha }}\right)&{\hbox{ pour }}x\in [\beta -({\frac {3}{2\alpha }})^{1/3},\beta +({\frac {3}{2\alpha }})^{1/3}]\\1&{\hbox{ pour }}x>\beta +({\frac {3}{2\alpha }})^{1/3}\end{cases}}}
ou
{\displaystyle F(x)={\begin{cases}0&{\hbox{ pour }}x<a-b\\{\frac {1}{2}}\left[\left({\frac {x-a}{b}}\right)^{3}+1\right]&{\hbox{ pour }}x\in [a-b,a+b]\\1&{\hbox{ pour }}x>b+a\end{cases}}}

## Applications
Cette loi est un modèle utile pour des processus symétriques. D'autres lois continues permettent plus de flexibilité en termes de relâchement de symétrie et de forme parabolique de la densité, comme la loi bêta, la loi Gamma…